# Earl Tupper
Earl Silas Tupper (28. juli 1907–5. oktober 1983) var opfinderen af Tupperware, en luftæt plastikbeholder til opbevarelse af madvarer.

## Biografi
Tupper blev født på en gård i Berlin, New Hampshire. Efter at have færdiggjort skolen startede han en anlægsgartneri og planteskole-virksomhed indtil depressionen fik virksomheden til at gå konkurs. Han fik herefter et job i DuPont Chemical Company.

### Skabelsen af Tupperware
Ved at bruge ufleksible stykker af polyethylenslagger, som han fik af DuPont, lykkedes det Tupper at rense slaggen og forme det til lette, ikke skøre beholdere, kopper, skåle, tallerkner, og endda gasmasker, der blev brugt i 2. verdenskrig. Han designede senere væske- og lufttætte låg ved at efterligne låget på en malerbøtte. 
Tupper grundlagde Tupperware Plastics Company i 1938, og i 1946 introducerede han Tupper Plastics til isenkrammere og stormagasiner. Omkring 1948 gik han sammen med Brownie Wise, der havde fanget hans interesse efter et længerevarende telefonopkald til hans kontor i Massachusetts. Baseret på en markedsføringsstrategi udviklet af Brownie Wise, blev Tupperware i begyndelsen af 1950'erne trukket tilbage fra detailhandelen og snart blev "Tupperware parties" populære i hjem over hele USA og udenlands. Dette var den første eksempel på "party-markesføring", der senere, med succes, er blevet efterlignet af mange andre. Hovedkvarteret blev flyttet fra Massachusetts til Orlando. Efter at være raget uklar med Wise, og hendes fyring i 1958, solgte Tupper The Tupperware Company for $ 16 millioner til Rexall (der blev opkøbt af Dart Industries i 1969). Kort efter blev han skilt fra sin kone, opgav sin amerikanske statsborgerskab, for at undgå skattebetaling og købte sig en ø i Centralamerika. I 1984, året efter hans død udløb patentet på Tupperware.